# Sodrómolyfélék

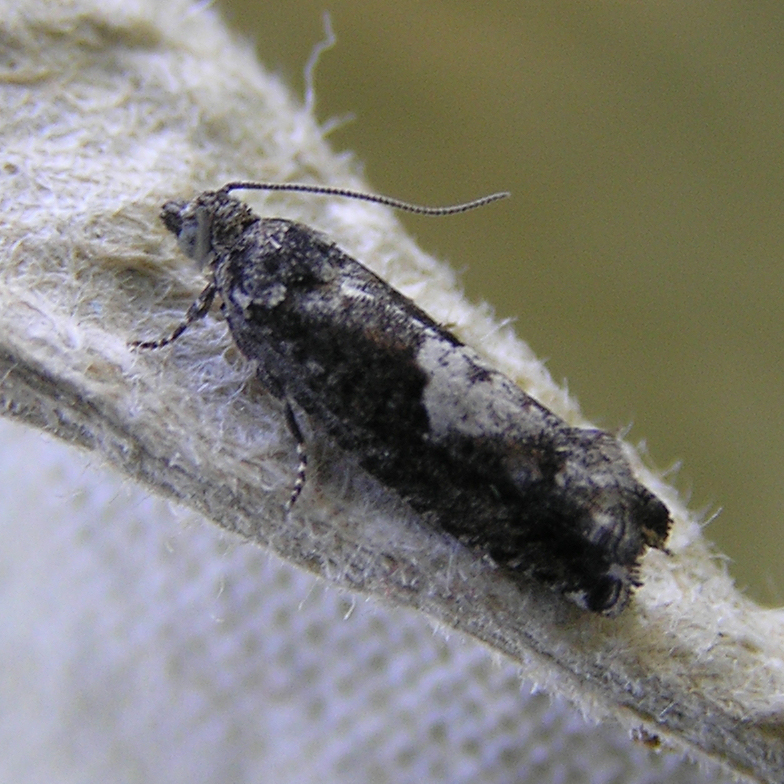
Epinotia immundana
(Fischer von Röslerstamm, 1839)

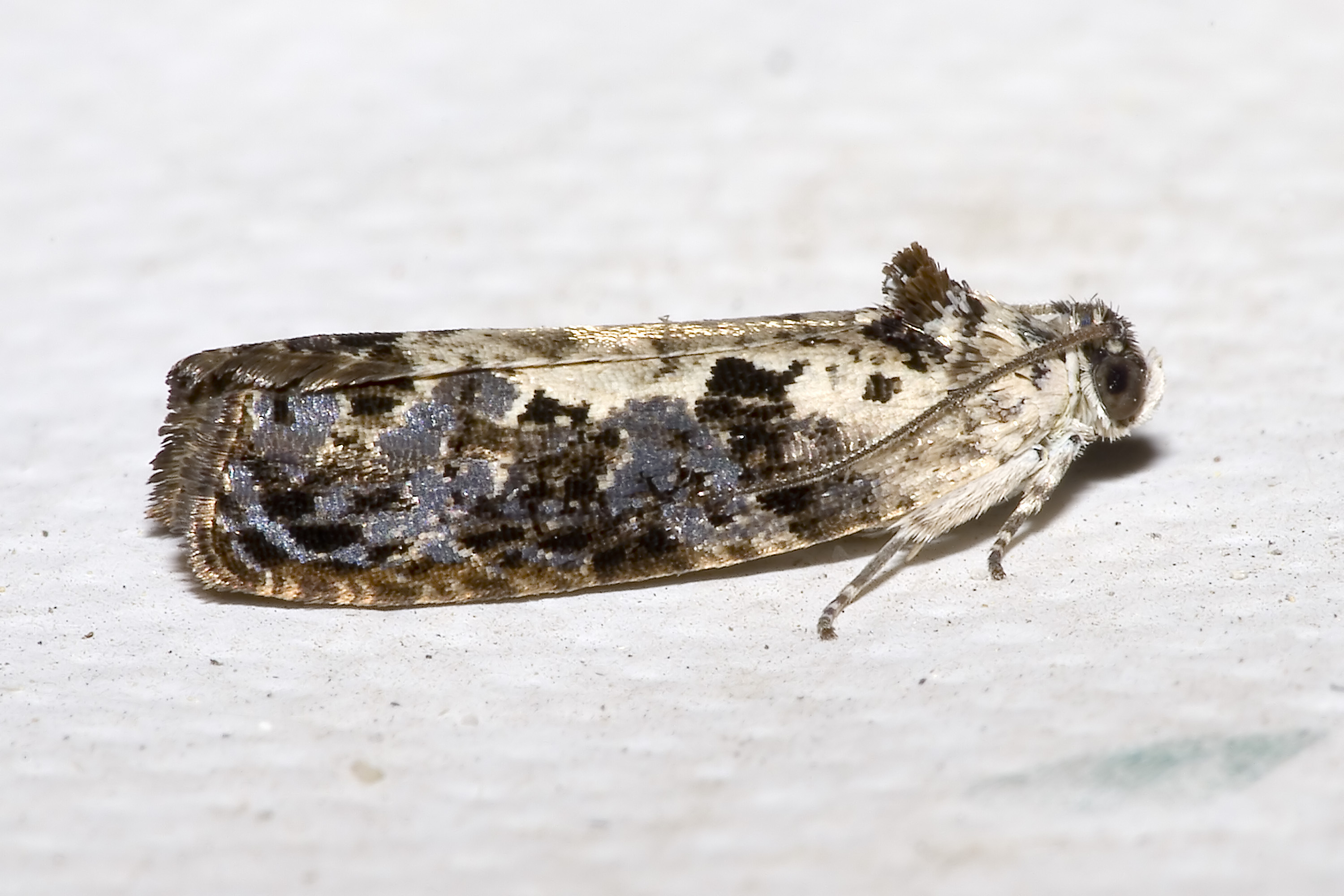
Hedya salicella

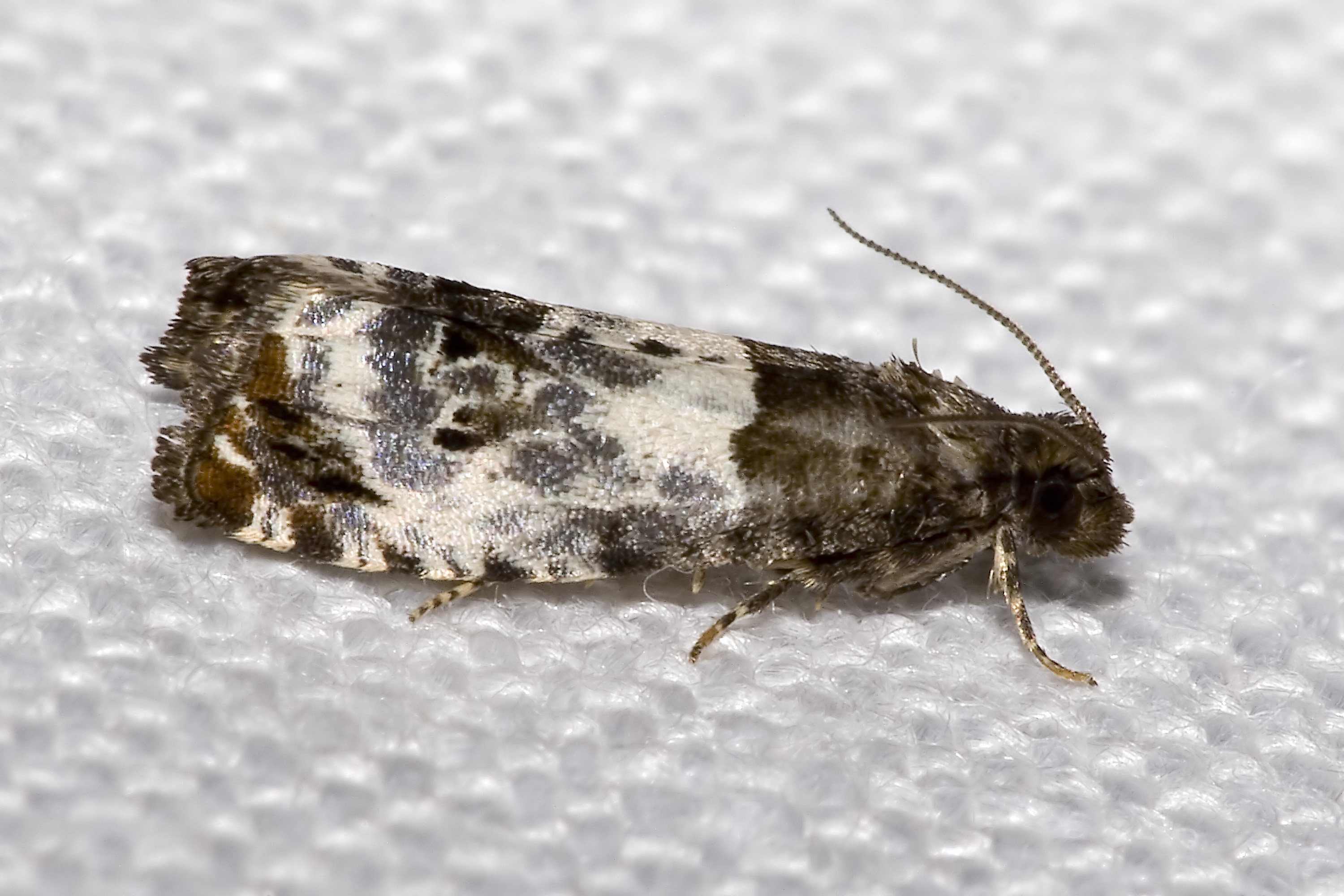
Notocelia rosaecolana

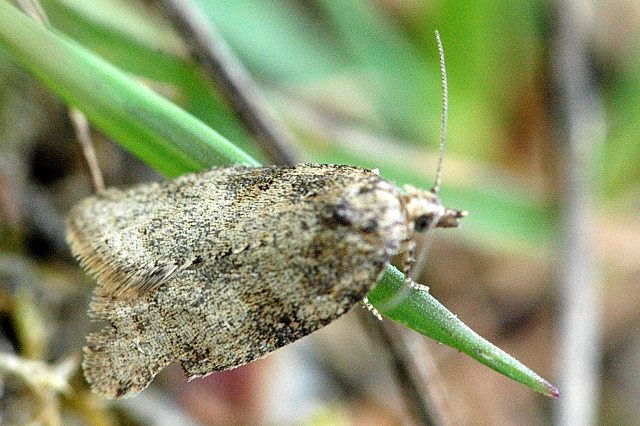
Acleris sparsana

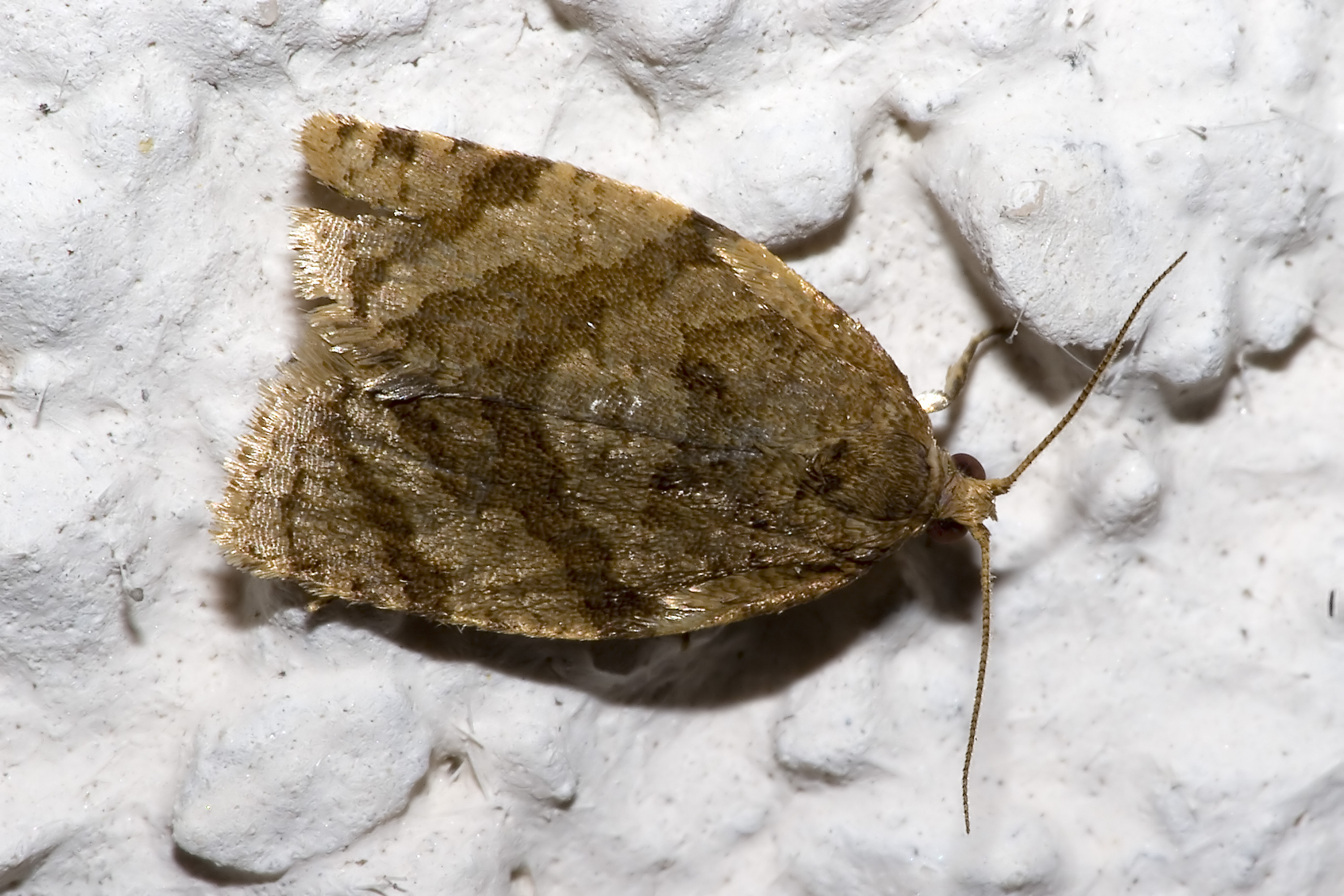
Adoxophyes orana

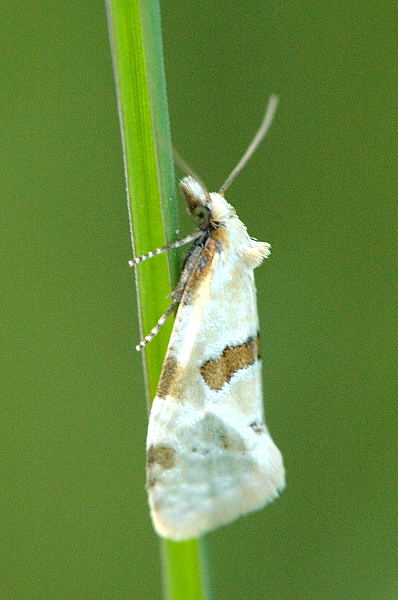
Aethes cnicana

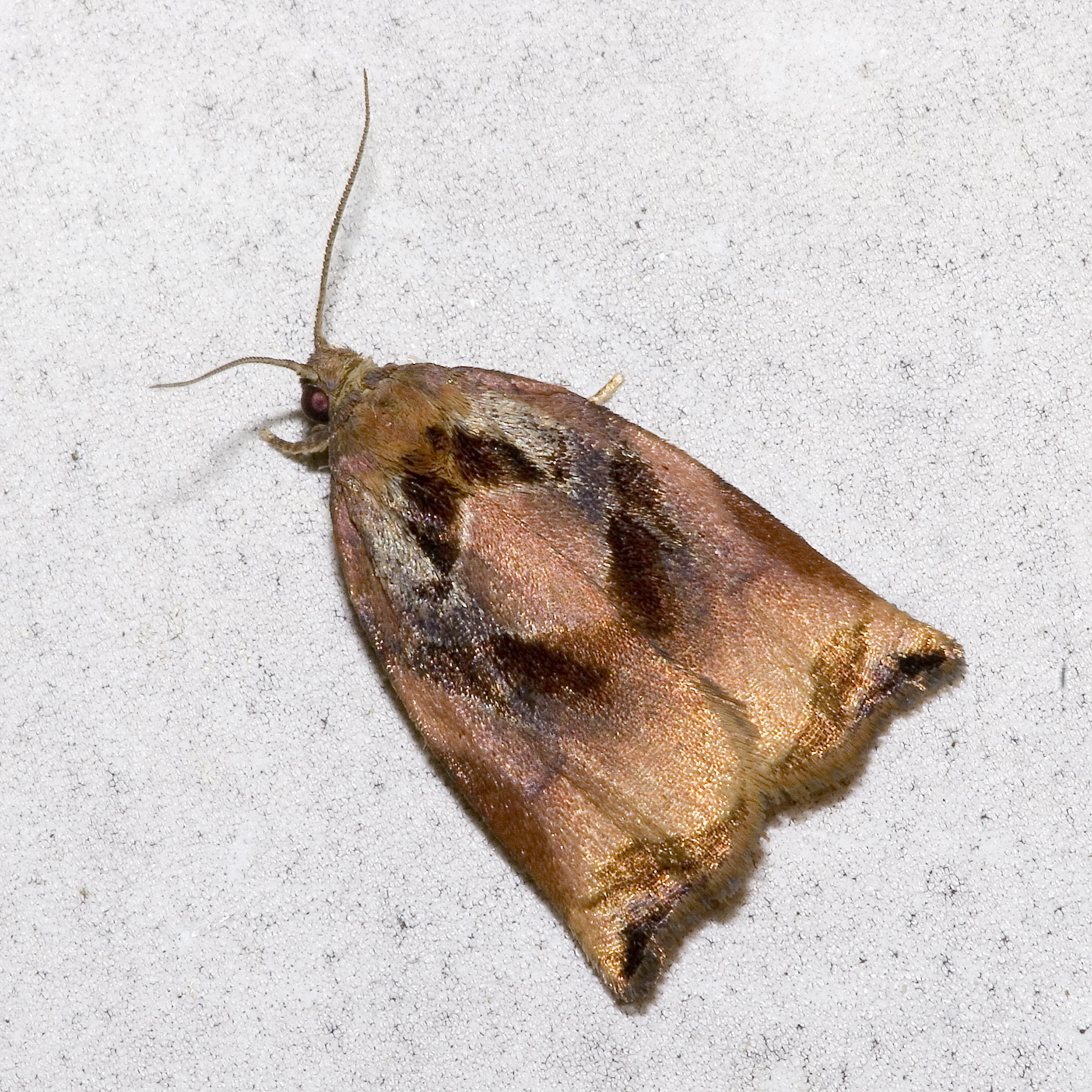
Archips podana

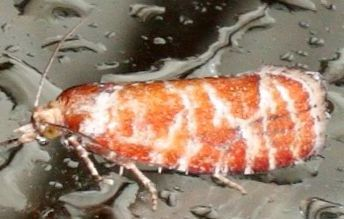
Rhyacionia pinicolana

A sodrómolyfélék avagy sodrólepkefélék (Tortricidae) a valódi lepkék alrendjébe tartozó Heteroneura alrendágában a sodrómolyszerűek (Tortricoidea) öregcsaládjának egyetlen, rendkívül változatos családja mintegy 750 nemmel és több mint 6300 fajjal. Magyarországon 462 fajukat írták le.

## Megjelenésük
Apró termetű lepkék; elülső pár szárnyuk közel téglalap alakú.
Henger alakú hernyóik mindkét vége elkeskenyedik. Fürgén mozognak, sokuk hátrafelé menekül. Régi magyar nevük, az „ilonca” számos faj mai nevében is feltűnik. A hernyók változatos helyeken, sűrű szövedékben alakulnak bábbá.

## Életmódjuk
Nevüket onnan kapták, hogy számos fajuk hernyója összesodorja a tápláléknövény levelét, ezt eszi és egyúttal ebben a csőben is lakik. Főleg a tölgyesekben, a fenyvesekben és a szőlőkben okoznak komoly károkat.
Hernyóik különféle módokon, különféle növényeken, illetve növényekben élnek. Nemzedékeik száma és telelésük módja is változatos. Néhány faj lepkéi nappal aktívak, de a többség alkony idején vagy éjszaka repül. A mesterséges fény vonzza őket. Mivel szaglásuk fejlett, feromoncsapdákkal és esetenként illatcsapdákkal is jól gyűjthetők.
Számos fajuk kártevő.

## Rendszertani felosztásuk
A rendkívül fajgazdag családot három alcsaládra bontják:
1. Chlidanotinae alcsalád három nemzetséggel:
- Chlidanotini nemzetség mintegy 20 nemmel;
- Hilarographini nemzetség mintegy 7 nemmel;
- Polyorthini nemzetség mintegy két tucat nemmel.

2. tükrösmolyformák (Olethreutinae) alcsalád 8 nemzetséggel és két, nemzetségbe nem sorolt nemmel:
- szittyómoly-rokonúak (Bactrini) nemzetség 9 nemmel;
- Enarmoniini nemzetség több mint 50 nemmel;
- Endotheniini nemzetség mintegy 5 nemmel;
- Eucosmini nemzetség több mint 110 nemmel;
- Gatesclarkeanini nemzetség mintegy 5 nemmel;
- Grapholitini nemzetség mintegy 70 nemmel;
- Microcorsini nemzetség egy nemmel (Cryptaspasma);
- tükrösmoly-rokonúak (Olethreutini) nemzetség mintegy 150 nemmel.

3. sodrómolyformák (Tortricinae) alcsaládmintegy 13 nemzetséggel:
- Archipini nemzetség mintegy 160 nemmel;
- Atteriini nemzetség mintegy 6 nemmel;
- Ceracini nemzetség mintegy 4 nemmel;
- Cnephasiini nemzetség több mint 60 nemmel;
- Cochylini nemzetség mintegy 80 nemmel;
- Epitymbiini nemzetség mintegy 6 nemmel;
- Euliini nemzetség mintegy 170 nemmel;
- Phricanthini nemzetség 2 nemmel;
- Ramapesiini nemzetség mintegy tucatnyi nemmel;
- Schoenotenini nemzetség mintegy mintegy két tucatnyi nemmel;
- Sparganothini nemzetség 17 nemmel;
- sodrómoly-rokonúak (Tortricini) nemzetség 41 nemmel;
- elnevezetlen nemzetség egyetlen nemmel (Peraglyphis);
- elnevezetlen nemzetség egyetlen nemmel (Orthocomotis);
- elnevezetlen nemzetség egyetlen nemmel (Mictopsichia)[3]

## Fontosabb magyarországi fajaik
- Olethreutinae alcsalád:
  - Ancylis
    - szamócasodrómoly (Ancylis comptana Frölich, 1828)

  - Coccyx
    - szilvamoly (Coccyx funebrana Treitschke) – hazánkban a szilva kártevője,
    - keleti gyümölcsmoly – (Coccyx molesta Busc. = Grapholitha molesta) – hazánkban a szilva kártevője,
    - rügyfúró gyantamoly (Coccyx turionella  = Blastesthia turionella L., 1758)

  - Cydia Hb., 1825 (alias Carpocampa Harris, 1841 alias Carpocapsa Treitschke, 1829 alias Cerata Stephens, 1852 alias Coccyx Treitschke, 1829 alias Collicularia Obraztsov, 1960 alias Crobylophora Kennel, 1910 alias Erminea Kirby. & Spence, 1826 alias Eucelis Hb., 1825 alias Grapholita Treitschke, 1829 alias Hedulia Heinrich, 1926 alias Kenneliola Paclt, 1951 alias Laspeyresia Hb., 1825 alias Orchemia Guenée, 1845 alias Pseudotomoides Obraztsov, 1959 alias Semasia Stephens, 1829 alias Trycheris Guenée, 1845)
    - almamoly (Cydia pomonella = Laspeyresia pomonella L., 1758);
    - borsómoly (Cydia nigricana = Laspeyresia nigricana Fabricius, 1794)
    - bükkmakkmoly (Cydia fagiglandana = Laspeyresia fagiglandana Zeller, 1841)
    - körtemoly (Cydia pyrivora = Laspeyresia pyrivora Danilevsky, 1947)
    - mogyorómoly (Cydia amplana = Laspeyresia amplana Hb., 1799)
    - tölgymakkmoly (Cydia triangulella = Laspeyresia triangulella Goeze, 1783 = C. splendana Hb., 1799)

  - Enarmonia
    - kéregmoly (Enarmonia formosana Scopoli, 1763)

  - Epinotia
    - fenyőtükrösmoly (Epinotia tedella Clerck, 1759)

  - Eucosma
    - salátatükrösmoly (Eucosma conterminana Herrich-Schäffer, 1851)

  - Gypsonoma
    - nyárfahajtás-tükrösmoly (Gypsonoma acerianum Duponchel, 1843)

  - Grapholita Treitschke, 1829 (alias Cydia Hb., 1825)
    - keleti gyümölcsmoly (Grapholita molesta = Aspila molesta Busck, 1916)
    - kis kendermoly (Grapholita delineana Walker, 1863 = G. sinana Felder, 1874)
    - koronafürt-magrágómoly (Grapholita coronillana Lienig et Zeller, 1846)
    - szilvamoly (Grapholita funebrana = Aspila funebrana Treitschke, 1853)
    - lucernahüvelymoly (Grapholita compositella Fabricius, 1775)
    - almamagmoly (Grapholita lobarzewskii Nowicki)
    - csipkebogyómoly (Grapholita tenebrosana).

  - Hedya
    - rügysodró tükrösmoly (Hedya nubiferana Haworth, 1811 = H. variegana Hb., 1799
    - szilvarügymoly (Hedya pruniana Hb., 1799)

  - Lobesia
    - tarka szőlőmoly (Lobesia botrana Denis & Schiffermüller, 1775)

  - Notocelia
    - málnasodró tükrösmoly (Notocelia uddmanniana L., 1758)

  - Petrova
    - gyantagubacs-ilonca avagy kormos gyantamoly (Petrova resinella = Retinia resinella L., 1758)

  - Rhyacionia
    - fenyőilonca (Rhyacionia buoliana Denis & Schiffermüller, 1775 = Tortrix buoliana)
    - piros gyantamoly (Rhyacionia pinicolana Doubleday, 1849)
    - tarka gyantamoly (Rhyacionia pinivorana Lienig et Zeller, 1846)

  - Spilonota
    - szemes tükrösmoly (Spilonota ocellana Denis & Schiffermüller, 1775)
- Tortricinae alcsalád:
  - Acleris
    - cifra levélmoly (Acleris rhombana Denis & Schiffermüller, 1775)
    - tarka levélmoly (Acleris variegana Denis & Schiffermüller, 1775)

  - Adoxophyes
    - almailonca (Adoxophyes reticulana Hb., 1796 = A. orana Fischer von Röslerstamm, 1834)

  - Aethes
    - gyopárfúrómoly (Aethes williana Brahm, 1791)

  - Aleimma
    - tölgylevélsodrómoly (Aleimma loeflingianum L., 1758)

  - Archips
    - cseresznyeilonca (Archips crataegana Hb., 1799)
    - dudvasodrómoly (Archips podana Scopoli, 1763)
    - fenyősodrómoly (Archips oporana = A. piceana L., 1758)
    - kökényszövő sodrómoly (Archips xylosteana L., 1758)
    - rózsailonca (Archips rosana L., 1758)

  - Argyrotaenia
    - ékes sodrómoly (Argyrotaenia ljungiana Thunberg, 1797 = A. pulchellana Haworth, 1811)

  - Clepsis
    - aranysárga sodrómoly (Clepsis pallidana Fabricius, 1776 = C. strigana Hb., 1799)
    - szalmaszínű sodrómoly (Clepsis spectrana Treitschke, 1830)
    - fagyalsodrómoly (Clepsis consimilana Hb., 1817)

  - Neosphaleroptera
    - felhős sodrómoly (Neosphaleroptera nubilana Hb., 1799)

  - Pandemis
    - ligeti sodrómoly avagy májszínű rügysodó (Pandemis heparana Denis & Schiffermüller, 1775)
    - kerti sodrómoly avagy zöld rügysodró (Pandemis cerasana Hb., 1796 = P. ribeana Hb., 1799)
    - mocsári sodrómoly avagy nagy szamócasodró (Pandemis dumetana Treitschke, 1835)

  - Ptycholomoides
  - Sparganothis
    - szőlőilonca (Sparganothis pilleriana Denis & Schiffermüller, 1775)

  - Tortrix
    - tölgyilonca (Tortrix viridana L., 1758)
- alcsalád nélküli nemek:
  - Phtheochroa
    - spárgaszárfúrómoly (Phtheochroa pulvillana Herrich-Schäffer, 1851)
- kétes rendszertani helyű nemek
  - Eupoecilia
    - nyerges szőlőmoly (Eupoecilia ambiguella = Cochylis ambiguella = Clysia ambiguella  = Clysiella ambiguella Hb., 1796)

  - Ptycholoma
    - ezüstsávos sodrómoly (Ptycholoma lecheanum L., 1758)

  - Tortricodes
    - tavaszi sodrómoly (Tortricodes alternella Denis & Schiffermüller, 1775) = T. tortricella Hb., 1796)

## Névváltozatok
- sodrómolyok[4]
- sodrómoly-félék[5]
- sodrópillék[6]
- sodrólepkék[7]
- sodrómolylepkék[8]
- iloncák[2]
- levélsodrók (Révai lexikon)